# Command Language Grammar
Die Command Language Grammar (CLG) ist ein von Thomas P. Moran im Jahre 1981 veröffentlichtes deskriptives Modell der Mensch-Computer-Interaktion (HCI).
Als Sprachtyp werden
- Kommandosprachen
- Programmiersprachen
- natürliche Sprache

eingesetzt. Die Schnittstellenebenen werden eingeteilt in die konzeptuelle Komponente, die aus der Aufgabenebene und der semantischen Ebene besteht, die kommunikative Komponente, die aus der syntaktischen Ebene und der Interaktionsebene besteht, sowie der physikalischen Komponente bestehend aus Bildschirm- und Hardwareebene.